# Fédération nationale des Jaunes de France
La Fédération nationale des Jaunes de France est un syndicat français fondé le 1er avril 1902 et dont l'existence s'achève en 1912.
Créé par Pierre Biétry après sa rupture avec Paul Lanoir, ce syndicat s'inscrit dans l'histoire du syndicalisme jaune qu'il a tenté de fédérer, tout en développant une idéologie de collaboration de classes et un fort antisémitisme,. Cette organisation tentait de s'opposer à la CGT, mais n'a jamais atteint son audience. 
En 1902, sa devise était « Patrie, famille, travail », termes employés dans un autre ordre (Travail, Famille, Patrie) par le député républicain Sadi Carnot en 1882 et par les Croix-de-Feu ainsi que le Parti social français (PSF) dès 1933. Le régime de Vichy reprendra ce même slogan le 10 juillet 1940.